# HMAS Una
HMAS Una – australijski zdobyczny slup wojenny z okresu I wojny światowej.  Statek został zbudowany w Niemczech jako „Komet” i służył w Nowej Gwinei jako jacht tamtejszego niemieckiego administratora kolonii, ale po wybuchu wojny został zdobyty przez oddział australijskich marines i wszedł do służby RAN.
W późniejszym okresie służył także jako pilotówka w Port Phillip.

## Historia
Jacht parowy SY „Komet” został zbudowany w 1911 dla administratora kolonii niemieckiej na Nowej Gwinei. Statek został zbudowany w stoczni Bremer Vulkan, miał 1438 ton wyporności, mierzył 64 metry długości, 9,5 m szerokości i 4,6 m zanurzenia. Napęd stanowiła maszyna parowa potrójnego rozprężania, która dawała mu maksymalną prędkość 16 węzłów.
Po wybuchu I wojny światowej „Komet” aktywnie patrolował wody w okolicach Melanezji i we wrześniu 1914 był przez krótki czas przedmiotem poszukiwań HMAS „Sydney”. Generał William Holmes wysłał w poszukiwanie „Kometa” kanonierkę HMAS „Nusa” (także zdobyczny niemieckie statek). „Nusa” pod dowództwem komandora porucznika Johna M. Jacksona 11 września odnalazła i zdobyła „Kometa”. Zdobyczny statek został zabrany najpierw do Rabaulu, a później do Sydney, gdzie przybył 29 października. Już w Sydney został przebudowany na slup wojenny (armed sloop). Jego uzbrojenie stanowiły 3 armaty 4-calowe (102 mm) oraz dwie armaty 12-funtowe (76,2 mm). Okręt został nazwany HMAS „Una” („una” – jeden i jedyny), do służby wszedł 17 listopada 1914.
W czasie wojny slup „Una” prowadził intensywne działania patrolowe. W ramach „pokazywania bandery” HMAS „Una” zawitał między innymi na wyspę Fead Island Lagoon (193 km na wschód od Nowej Irlandii) gdzie na pokład wzięto miejscowych tubylców w celu pokazania im „morskiej potęgi RAN-u”. Według ówczesnych przekazów okręt ani jego uzbrojenie nie zrobiło większego wrażenia na tubylcach, byli za to niezwykle zainteresowani sztucznymi zębami kucharza.

Nowinki techniczne takie jak 4-calowe armaty, reflektory itp. nie były w stanie konkurować ze sztucznymi zębami kucharza, którymi on zręcznie operował tak aby błyskawicznie pojawiały się i znikały

W październiku 1915 „Una” wraz z francuską kanonierką „Kersaint” odwiedziły Makasar, gdzie widok okrętu w barwach australijskich, wcześniej znanego jako niemiecki, wywarł na tubylcach duże wrażenie.
Okręt został wycofany do rezerwy 23 sierpnia 1919, ale w dniach 27 kwietnia do 30 czerwca 1930 został ponownie wprowadzony tymczasowo do służby, z okazji wizyty w Australii ówczesnego księcia Walii, jako jego oficjalny jacht
6 stycznia 1925 „Una” został sprzedany i przez następne prawie trzy dekady służył jako pilotówka w Port Phillip pod zmienioną nazwą „Akuna” (w języku lokalnych Aborygenów słowo „akuna” oznacza „płynącą wodę”). Pod koniec 1953 statek został wycofany ze służby. W marcu 1954 statek został zakupiony przez Johna Denta z Melbourne, przez kilka następnych lat stał przycumowany w Footscray. Ostatni wpis dotyczący statku pochodzi z 24 października 1957 - statek został oznaczony jako złomowany.